# Tristan Corbière

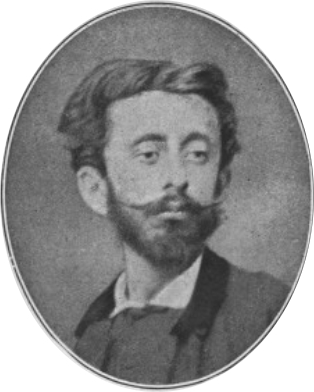
Tristan Corbière

Tristan Corbière (eigentlich Edouard-Joachim Corbière; * 18. Juli 1845 im Herrenhaus Coat-Congar in Morlaix, Bretagne; † 1. März 1875 in Morlaix) war ein französischer Lyriker. Er gehörte zu den Vorreitern des literarischen Symbolismus und Surrealismus in Frankreich.

## Leben
Tristan Corbière war der Sohn des zu seiner Zeit viel gelesenen Marineschriftstellers Jean-Antoine-René-Edouard Corbière. Er besuchte die Schule in Saint-Brieuc und Nantes, litt aber seit seinem 16. Lebensjahr an Asthma bronchiale und Gelenkrheumatismus und führte deshalb zunächst ein eher zurückgezogenes Leben, ausschließlich in der Bretagne. Seit 1868 war er auf ausgedehnten Reisen, die ihn nach Italien, Afrika und Asien führten. 1871 folgte er der italienischen Schauspielerin Marcella, mit der ihn eine Amour fou verband und die wiederholt in seinen Gedichten als Beatrice erscheint, nach Paris. Dort arbeitete er, kommerziell wenig erfolgreich, als freier Mitarbeiter bei verschiedenen Zeitschriften und widmete sich zunehmend seiner Lyrik. 1873 veröffentlichte er sein Meisterwerk, den Gedichtband Les amours jaunes, der zunächst weitgehend unbeachtet blieb. 1875 starb Corbière an fortgeschrittener Lungenschwindsucht.

## Literarisches Schaffen und Nachwirkung

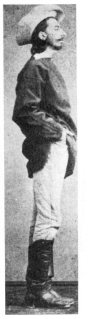
Tristan Corbière

Entdecker des Werks von Tristan Corbière war Paul Verlaine, der ihn 1883 als ersten Poète maudit („verfluchten Poeten“) pries. Aufrufe zur politischen Revolte gegen die bestehende Ordnung wechseln sich in Corbières Gedichten ab mit Sarkasmen, Farcen, Lästerungen und Schmähungen des Überkommenen, sowie Selbsterniedrigungen. Im Gegensatz zu den Symbolisten glaubt Corbière nicht an eine Weihe oder Heilung des Weltgeschehens durch die Kunst. Seine „gelben Liebschaften“ sind welke, matte, trübe und missmutige Lieb- und Leidenschaften im Stil der Décadence. Er zeigt Städte und Menschen in der Agonie, das Paris der 1870er Jahre, in dem der Autor das Ideal der Romantik sucht, aber es zeigt sich ihm unter den Horden der Lumpenproletarier und der am Kolonialismus Napoléon III. reich gewordenen Bankiers nicht. Wie die meisten Künstler der Bohème spürt Corbière den Zeitenumbruch der industriellen Revolution und des französischen Afrika-Kolonialismus, aber er ist außerstande, darauf anders als in ebenso morbiden wie sarkastischen Sentenzen zu antworten. Nur in seinen Gedichten über die bretonische Landschaft klingt ein versöhnlicherer und ganz neuer Ton an, der die surrealistische Bildsprache vorwegnimmt.
Die Wiederentdeckung Corbières leitete der Surrealismus um André Breton ein. Ihm gilt er als Ziehvater der eigenen literarischen Ideen. In dieser Hochschätzung folgten ihm T.S. Eliot und Ezra Pound. Corbières Gedichte wurden mehrfach vertont, unter anderem von der amerikanischen Sängerin Diamanda Galás.
In Deutschland hat Corbière im Vergleich mit den zeitgenössischen Rebellen der Lyrik, Arthur Rimbaud und Paul Verlaine, wenig Bekanntheit erlangt.

## Werke
- Les amours jaunes. Glady Frères, Paris 1873; Livres de Poche, Paris 2003, ISBN 2-253-16083-0.
  - Georg Schneider (Übers.): Die gelben Liebschaften. Ausgewählte Gedichte. Ellermann, Hamburg 1948.
  - Reinhard Kiefer & Ulrich Prill (Übers.): Gelbe Leidenschaften. Ausgewählte Gedichte (frz.-dt.). Rimbaud-Presse, Aachen 1985, ISBN 3-89086-991-2.
- Casino de trépassés. L’Américaine (Prosaarbeiten aus dem Nachlass). Edmond Charlot, Alger 1941.
- Œuvres complètes (Gesamtwerk). Gallimard, Paris 1970; Laffont, Paris 1980, ISBN 2-221-50129-2.